# Montalbo
Montalbo ist eine Gemeinde (Municipio) und ein Dorf mit 705 Einwohnern (Stand: 2024) in der Provinz Cuenca in der Autonomen Region Kastilien-La Mancha. 

## Lage
Montalbo liegt etwa 43 Kilometer westsüdwestlich von Cuenca in einer Höhe von ca. 890 m. Durch die Gemeinde führt die Autovía A-3.

## Bevölkerungsentwicklung
| 1970 | 1981 | 1991 | 2001 | 2011 | 2021 |
| ---- | ---- | ---- | ---- | ---- | ---- |
| 1166 | 992  | 875  | 748  | 764  | 675  |

## Sehenswürdigkeiten

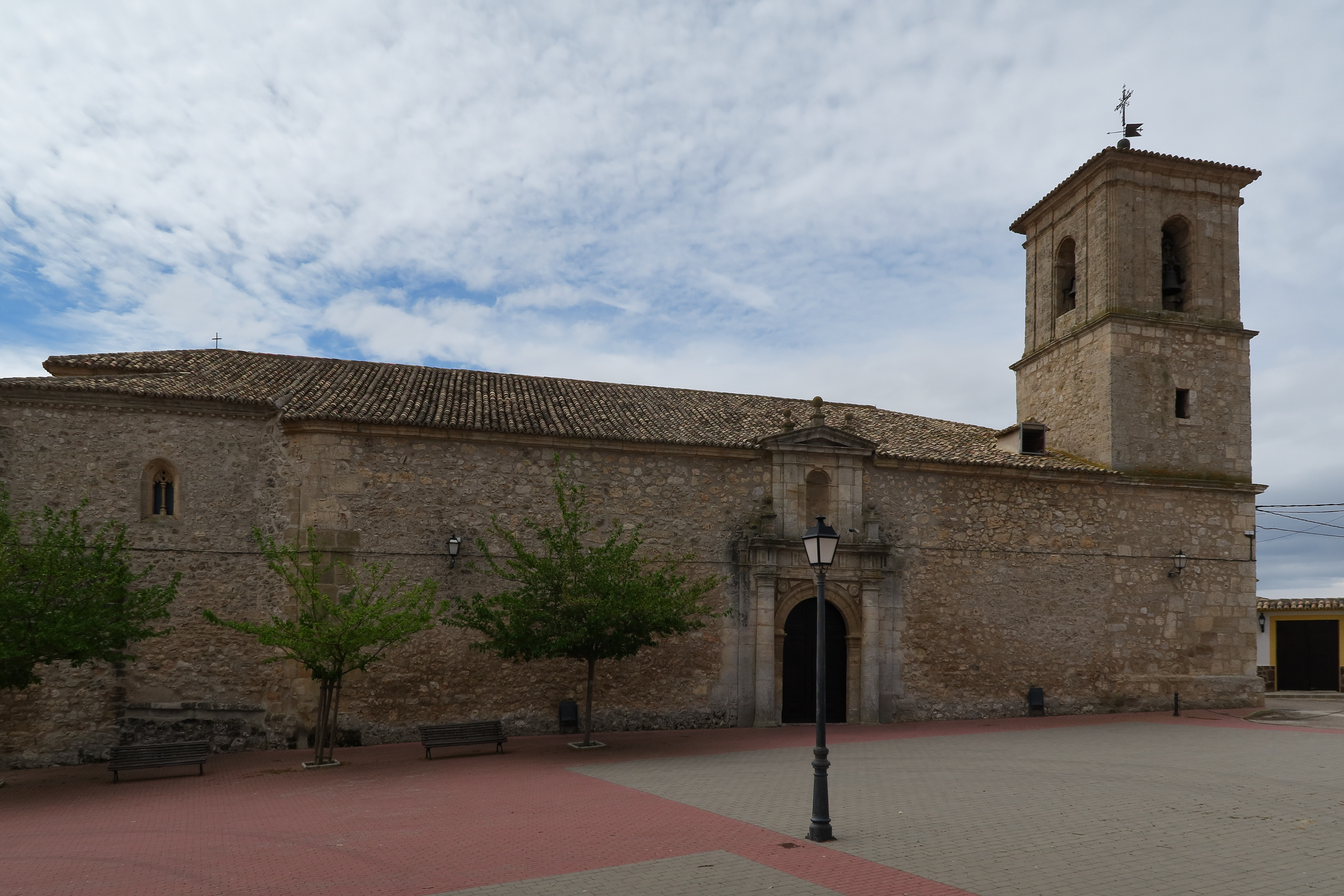
Dominikuskirche
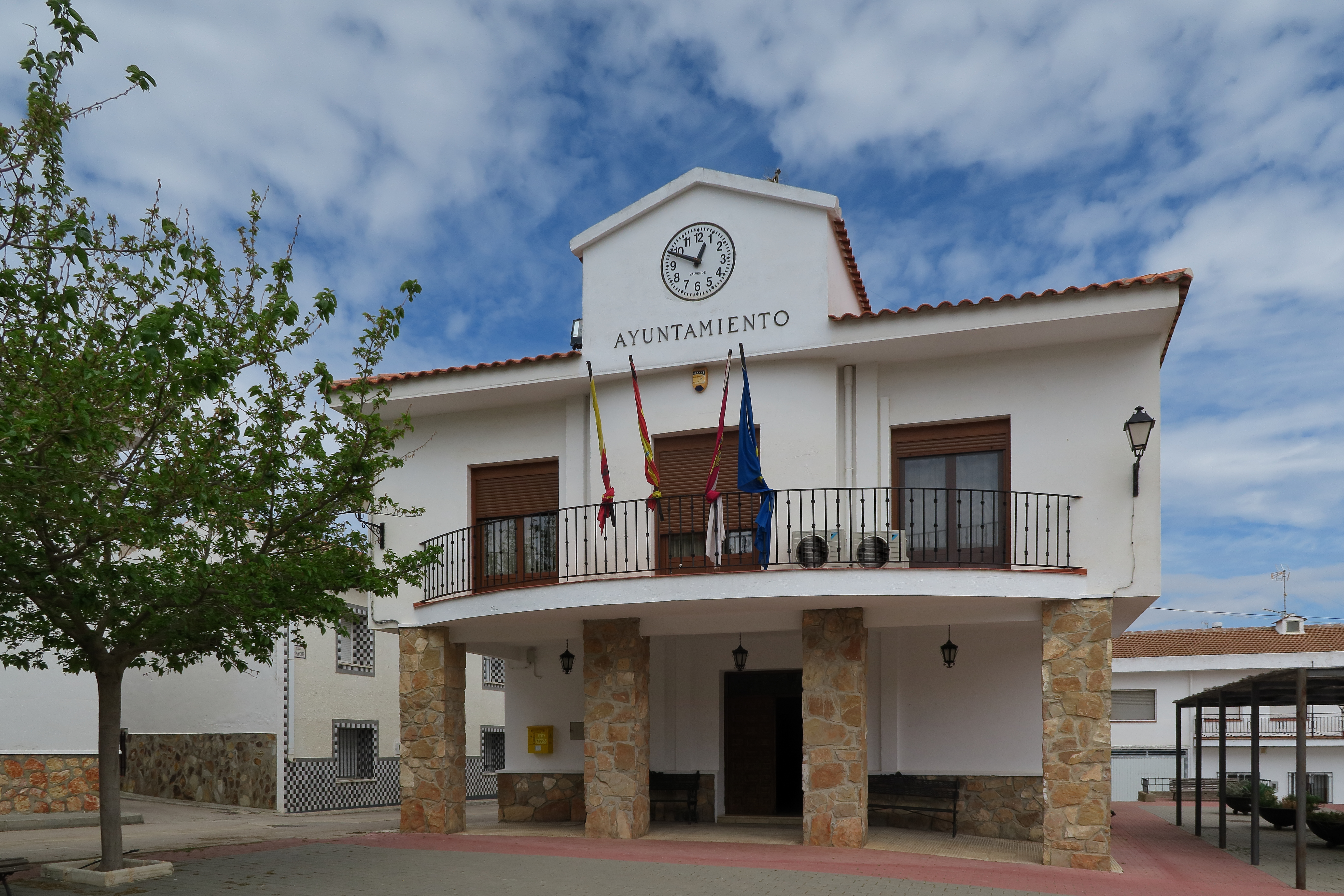
Rathaus

- Dominikuskirche
- Rathaus